# Anolis koopmani
Anolis koopmani (коричневий червоночеревий аноліс) — вид ігуаноподібних ящірок родини анолісових (Dactyloidae). Ендемік Гаїті.

## Поширення і екологія
Коричневі червоночереві аноліси мешкають на південних схилах масиву де ла Отт на півдні острова Гаїті. Вони живуть в тропічних лісах, на узліссях та на плантаціях. Зустрічаються на висоті від 240 до 750 м над рівнем моря.

## Збереження
МСОП класифікує цей вид як такий, що перебуває на межі зникнення. Anolis koopmani загрожує знищення природного середовища.